# Фосетт, Джой
Джой Линн Фосетт (англ. Joy Lynn Fawcett; род. 8 февраля 1968, Инглвуд, Калифорния), урождённая Бифельд (англ. Biefeld) — американская футболистка, защитник. Двукратная чемпионка мира (1991, 1999) и олимпийская чемпионка (1996, 2004) в составе национальной сборной.

## Карьера

### Клубная карьера
Во взрослом футболе дебютировала в клубе «Аякс Америка», в составе которого в 1998 году выступала в женской футбольной премьер-лиге. С 2001 года стала выступать за другой американский клуб «Сан-Диего Спирит», в составе которого приняла участие в 43 матчах, забив 12 голов.
Завершила клубную футбольную карьеру в 2003 году после травмы лодыжки.

### Карьера в сборной
В 1987 году дебютировала в официальных матчах в составе женской национальной сборной США.
В 1991 году вместе с командой завоевала золотую медаль на первом чемпионате мира по футболу среди женщин в Китае. На чемпионате мира 1999 года в США команда вновь завоевала золотую медаль. Кроме того, в 1995 и 2003 годах Фосетт с командой становилась обладательницей бронзовой медали чемпионата мира.
В 1996 и 2004 годах в составе сборной становилась олимпийской чемпионкой по футболу среди женщин, а в 2000 году команда завоевала серебряные медали турнира. Фосетт покинула сборную в 2004 году, став самым результативным защитником в истории национальной команды.

### Тренерская карьера
В 1992 году Фосетт возглавляла тренерский штаб футбольного клуба «Лонг-Бич Сити Викингс», выступавший от имени местного колледжа. В 1993—1997 годах тренировала женский футбольный клуб «УКЛА Брюинс».

## Личная жизнь
У Джой и её супруга Уолтера Фосетта есть трое детей: Кэтлин Роз, Карли и Мэделин Рэй. Кроме того, у Джой есть брат, Эрик Бифельд, который тоже был профессиональным футболистом и выступал за национальную сборную США.